# 山岸二郎
山岸 二郎（やまぎし じろう, 1912年5月23日 - 1997年1月30日）は、福岡県門司市（現在の北九州市門司区）出身の男子テニス選手。慶應義塾大学卒業。主に1930年代後半に活躍し、全日本テニス選手権でシングルス4勝、ダブルス5勝を挙げた。世界的な評価も高く、1938年に世界ランキング8位になった。
1937年全米選手権で4回戦に進出。これは71年後に錦織圭が進出するまで最後の日本人男子全米4回戦以上進出記録だった。

## 来歴
キリンビールの重役などを務めた山岸慶之助の次男として生まれる。兄の成一も三菱商事のテニス選手。慶應大学政治科卒業後、旭硝子勤務。妻の辰子（日比谷平左衛門孫）はスカル選手。1933年（昭和8年）、山岸二郎は西村秀雄とのペアで全日本テニス選手権の男子ダブルスに初優勝を飾り、以後1936年までダブルス4連覇を達成する。同選手権の男子シングルスでは、1934年にダブルス・パートナーの西村秀雄を破って初優勝を飾り、以後1936年まで3連覇を達成した。ところが、1937年の全日本選手権でドイツの男子選手が来日した時、山岸はシングルス・ダブルスとも決勝でドイツ勢に敗れてしまう。シングルス決勝では、全仏選手権2勝の強豪ゴットフリート・フォン・クラムに 9-7, 4-6, 4-6, 4-6 で敗れて4連覇を逃し、同じ慶應義塾大学の村上麗蔵とペアを組んだダブルスでも、フォン・クラムとヘンナー・ヘンケル（この年の全仏選手権優勝者）の組に敗れて5連覇を逃してしまう。全日本選手権のタイトルを外国選手に奪われることは、当時の日本テニス界では屈辱とみなされていた。翌1938年に山岸はシングルスとダブルスのタイトルを奪還し、通算でシングルス4勝、ダブルス5勝を達成した。こうして、山岸は佐藤次郎亡き後の日本テニス界を代表する選手になった。
山岸二郎は国際舞台でも、1934年から1938年まで男子テニス国別対抗戦・デビスカップの日本代表選手として活躍した。1938年のデ杯「アメリカン・ゾーン」決勝でオーストラリアと対戦した時、山岸はテニス経歴で最大の勝利を挙げ、この年の世界ランキング3位だったジョン・ブロムウィッチ（1918年 - 1999年）を 6-0, 3-6, 7-5, 6-4 で破った。オーストラリア・チームの代表選手だったエイドリアン・クイスト（1913年 - 1991年）が、自著『テニスの偉人たち－1920年代から1960年代』の97ページで、山岸のプレーに関する詳しい回想を書き残している。
山岸の4大大会初出場は1932年の全米選手権であり、全日本テニス選手権の男子ダブルス初優勝よりも早かった（この時は1回戦敗退）。ウィンブルドンには1934年・1935年・1937年の3度出場したが、初出場の1934年に4回戦進出の自己最高成績を出し、第1シードのジャック・クロフォードに挑戦した。1935年は2回戦でアメリカのジーン・マコに敗れたが、当時のウィンブルドン選手権には1・2回戦敗退選手を対象にした「オール・イングランド・プレート」（All England Plate）という敗者戦があり、山岸はオール・イングランド・プレートで優勝した。3度目のウィンブルドン出場となった1937年は、同年の全日本テニス選手権でも苦杯をなめたゴットフリート・フォン・クラムに3回戦で敗れている。全仏選手権は1935年の1度出場したのみで、2回戦敗退に終わった。
1937年全米選手権では、日本人選手として山岸二郎と中野文照の2人が男子シングルス4回戦に勝ち進んだ。山岸の全米選手権出場は、1932年以来5年ぶり2度目であった。山岸は当時18歳だったアメリカの新鋭選手、ジョー・ハント（1919年 - 1945年）に 6-3, 1-6, 1-6, 1-6 で敗れ、中野は第2シードのボビー・リッグスに敗れた。1937年の中野と山岸を最後に、日本人男子選手は全米選手権（現在の全米オープン）で上位に進出できなかった。1937年に山岸は世界ランキング9位に入り、1938年には8位にランクされた。1938年は、アメリカのドン・バッジがテニス史上最初の「年間グランドスラム」を達成した年であり、山岸は彼らに続く強豪選手として高い評価を受けたのである。
選手引退後の山岸は、1953年に1年間デビスカップの日本代表監督を務めたが、アメリカ・チームに5戦全敗で終わっている。1969年に、山岸は「蔵前テニスクラブ」の会報誌で「テニスというスポーツ」という題のエッセイを発表し、自らの選手時代の経歴も含めながら、後輩選手たちへのアドバイスを述べた（本記事の外部リンク参照）。山岸二郎は昭和初期の日本テニス選手としては比較的長生きし、1997年1月30日に84歳で逝去した。
1930年代後半に山岸二郎と中野文照が活躍した後、日本男子テニス界からグランドスラム大会の上位に進出できる選手は少なくなった。山岸と中野の2人が4回戦に進んだ1937年全米選手権から71年後、2008年全米オープンで錦織圭が4回戦に進み、1968年の「オープン化時代」以後では初の快挙を果たした。